# كاميلا منديس
كاميلا كارارو منديس (بالإنجليزية: Camila Mendes)‏ (ولدت في 29 يونيو 1994) ممثلة برازيلية أمريكية، عرفت عن دور «فيرونيكا لودج» في المسلسل التلفزيوني ريفرديل.

## نشأتها
ولدت مينديز في 29 يونيو 1994 في شارلوتسفيل، فيرجينيا، لأبوين برازيليين. والدها، فيكتور مينديز ووالدتها جيزيل كارارو، لديها أخت أكبر منها. بعد وقت قصير من ولادتها، انتقلت إلى أتلانتا، جورجيا، ثم عادت إلى فرجينيا، ثم إلى أورلاندو، فلوريدا. بسبب وظيفة والدها وطلاق والديها لاحقًا، انتقلت 16 مرة أثناء نشأتها، لكنها عاشت بشكل رئيسي في فلوريدا. في العاشرة من عمرها عاشت في البرازيل لمدة عام. حضرت مينديز برنامج الفنون الجميلة في مدرسة التراث الأمريكي في بلانتيشن، فلوريدا، وتخرج في عام 2012. في مايو 2016، تخرج مينديز من كلية تيش للفنون بجامعة نيويورك.

## الأعمال

### أفلام
- بالم سبرينغز (2020)
- أكاذيب خطيرة (2020)
- تنفيذ الانتقام (2022)
- الترقية (2024)

### مسلسلات
- ريفرديل (2017–2023)
- ذا سيمبسونز (2020)

## روابط خارجية
- كاميلا منديس على موقع IMDb (الإنجليزية)
- كاميلا منديس على موقع روتن توميتوز (الإنجليزية)
- كاميلا منديس على موقع ألو سيني (الفرنسية)
- كاميلا منديس على موقع ميوزك برينز (الإنجليزية)
- كاميلا منديس على موقع قاعدة بيانات الفيلم (الإنجليزية)